# Tommy Thayer
Tommy Thayer, właśc. Thomas Cunningham Thayer (ur. 7 listopada 1960 w Portlandzie) – amerykański muzyk i piąty gitarzysta prowadzący hardrockowego zespołu Kiss.
Pod koniec roku 1981 razem z Jamiem St. Jamesem stworzył zespół Black N' Blue. Po jego rozpadzie grał w grupie Cold Gin będącej cover bandem Kiss jako gitarzysta solowy Ace Frehley. Zespół ten nie umknął uwadze oficjalnych członków Kiss i został zaproszony na urodziny Paula Stanleya, po których Tommy został zaproszony do pracy jako asystent Gene’a Simmonsa.
Jest on również producentem albumu koncertowego Kiss Symphony: Alive IV oraz filmu KISS: The Second Comming. Po tym wydarzeniu Thayer pracował indywidualnie z Ace’em Frehleyem, którego partie solowe zbyt mocno odbiegały od oryginałów z lat 70. i wymagały treningu z instruktorem, w którego rolę wcielił się na prośbę Gene’a Simmonsa właśnie Thayer. W 2002 roku po odejściu Ace’a Frehleya z zespołu Thayer zajął jego miejsce. Thayer grał w zespole do jego rozwiązania w 2023.

## Dyskografia
| Black 'n Blue - 1984: Black 'n Blue - 1985: Without Love - 1986: Nasty Nasty - 1988: In Heat - 1998: One Night Only: Live - 2001: The Demos Remastered: Anthology 1 - 2001: Ultimate Collection - 2002: Live In Detroit – 1984 - 2005: Collected (box set) - 2007: Rarities |  | Kiss - 2003: Kiss Symphony: Alive IV - 2008: Jigoku-Retsuden - 2009: Sonic Boom - 2012: Monster |

## Filmografia
| Tytuł                                                              | Rok  | Rola        | Uwagi                                        | Źródło |
| ------------------------------------------------------------------ | ---- | ----------- | -------------------------------------------- | ------ |
| „You Wanted the Best... You Got the Best: The Official Kiss Movie” | 2015 | jako on sam | film dokumentalny, reżyseria: Alan G. Parker | [ 3 ]  |

## Nagrody i wyróżnienia
| Rok  | Kategoria             | Tytułem      | Nagroda                         | Nota | Źródło |
| ---- | --------------------- | ------------ | ------------------------------- | ---- | ------ |
| 2015 | Defender of The Faith | Tommy Thayer | Metal Hammer Golden Gods Awards | Laur | [ 4 ]  |